# Penpan Sittitrai
Penpan Sittitrai (thaiul: เพ็ญพรรณ สิทธิไตรย์; 1926. január 28. – 2015. augusztus 3.) thai ételszobrász. 2017. február 24-én a Google doodle megemlékezett Penpan Sittitrairól, mert hozzájárult Thaiföld vizuális művészetéhez. A magyarországiaknak, az izlandiaknak, a kubaiaknak és thaiföldieknek jelent meg a Google doodle.
2010. február 24-én, 83 évesen a Nemzet Művésze címet kapta meg.

## Könyvei (válogatás)
- The Art of Thai Vegetable and Fruit Carving
- The Art of Vegetable and Fruit Carving in Thai Food
- Thai Exquisite Cuisine & Art of Vegetable and Fruit Carving by Penpan